# Araucária
Araucária is een gemeente in de Braziliaanse deelstaat Paraná. De gemeente telt 137.452 inwoners (schatting 2017).

## Hydrografie
De plaats ligt aan de rivier de Iguaçu.

## Aangrenzende gemeenten
De gemeente grenst aan Balsa Nova, Campo Largo, Contenda, Curitiba, Fazenda Rio Grande, Mandirituba en Quitandinha.

## Verkeer en vervoer
De plaats ligt aan de wegen BR-476, PR-421 en PR-423.